# 80-я гвардейская учебная мотострелковая дивизия
80-я гвардейская учебная мотострелковая Уманьская ордена Суворова II степени дивизия (80-я гв. умсд)

каз. 80-ші гвардиялық оқу Умань мотоатқыштар ІІ дәрежелі Суворов орденді дивизиясы (каз. 80-ші гв.омад) — соединение в составе соединение в составе Сухопутных войск Вооружённых Сил СССР и Сухопутных войск Вооружённых сил Республики Казахстан (40-я военная база - каз. 40-шы әскери базасы).

## Боевой путь в годыВеликой Отечественной войны
Предшественником 80-й гв. умсд является 80-я гвардейская стрелковая Уманьская ордена Суворова II степени дивизия (80-я гв. сд), сформированная 15 декабря 1941 года 446-я стрелковая дивизия (446-я сд), которая 23 марта 1942 года получила наименование 298-я стрелковая дивизия (2-го формирования) (298-я сд).

За проявленные боевые заслуги 1 марта 1943 года 298-я сд была преобразована в 80-ю гвардейскую стрелковую дивизию.
80-я гв. сд участвовала в освобождении от немецко-фашистских захватчиков Белгородской области, Харьковщины, Днепропетровской области, Молдавской ССР, Венгрии и Австрии.

Состав 80-й гв. сд к окончанию войны (в скобках указаны формирования-предшественники из 298-й сд): 
- 217-й гвардейский стрелковый Кишенёвский орденов Суворова и Кутузова III степени полк (бывший 886-й стрелковый полк);
- 230-й гвардейский стрелковый ордена Кутузова III степени и Богдана Хмельницкого II степени полк (бывший 888-й стрелковый полк);
- 232-й гвардейский стрелковый Венский ордена Кутузова III степени и Богдана Хмельницкого II степени полк (бывший 892-й стрелковый полк);
- 171-й гвардейский артиллерийский Кишинёвский ордена Богдана Хмельницкого полк (бывший 828-й пушечный артиллерийский полк);
- 85-й отдельный гвардейский истребительно-противотанковый дивизион;
- 82-я отдельная гвардейская разведывательная рота;
- 90-й отдельный гвардейский сапёрный батальон;
- 112-й отдельный гвардейский батальон связи;
- 589-й медико-санитарный батальон (бывший 81-й медико-санитарный батальон);
- 79-я отдельная гвардейская рота химической защиты;
- 733-я автотранспортная рота (бывший 86-я автотранспортная рота);
- 664-я полевая хлебопекарня (бывший 83-я полевая хлебопекарня);
- 686-й дивизионный ветеринарный лазарет (бывший 77-й дивизионный ветеринарный лазарет);
- 1693-я полевая почтовая станция;
- 1063-я полевая касса Госбанка.

## Послевоенная история

### Соединение в составеТуркВО
После Великой Отечественной войны, осенью 1945 года, 80-я гв. сд была переформирована в 16-ю гвардейскую механизированную дивизию (16-я гв. мехд), в результате чего произошло изменение нумерации линейных полков. Дислоцировалась в Центральной группе войск в Австрии.
Весной 1946 года 16-я гв. мехд была выведена в Туркестанский военный округ в г.Самарканд, имея в составе:
- 53-й гвардейский механизированный Кишинёвский орденов Суворова и Кутузова III степени полк
- 54-й гвардейский механизированный ордена Кутузова III степени и Богдана Хмельницкого II степени полк
- 55-й гвардейский механизированный Венский ордена Кутузова III степени и Александра Невского полк
- 127-й гвардейский танковый Ропшинский Краснознамённый ордена Красной Звезды полк
- 13-й тяжёлый танкосамоходный Таллинский Краснознамённый полк
- 171-й гвардейский гаубичный артиллерийский Кишинёвский ордена Богдана Хмельницкого II степени полк
- 166-й миномётный полк
- 2499-й зенитно-артиллерийский Тернопольский полк
- 40-й отдельный учебный танковый батальон
- 20-й отдельный гвардейский миномётный дивизион реактивной артиллерии
- 725-й отдельный автотранспортный батальон
- 85-й гвардейский отдельный истребительно-противотанковый дивизион
- 82-я гвардейская разведывательная рота
- 90-й гвардейский сапёрный батальон
- 112-й гвардейский отдельный батальон связи
- 81-й медико-санитарный батальон
- 79-я гвардейская отдельная рота химзащиты

127-й гвардейский танковый Ропшинский Краснознамённый ордена Красной Звезды полк (127-й гв. тп) был сформирован на основе корпусного 127-го гвардейского отдельного танкового батальона (127-й отб) 21-го гвардейского стрелкового корпуса 4-й гвардейской армии. 127-й отб был создан летом 1945 года на основе расформированного 98-го отдельного танкового Ропшинского Краснознамённого орденов Суворова и Красной Звезды полка (98-й отп), который в свою очередь был создан 20 июня 1943 года на базе 98-й танковой бригады 2-й ударной армии. Все почётные наименования и регалии 127-й гв. тп унаследовал от 98-го отп.
Весной 1957 года 16-я гвардейская механизированная дивизия была переформирована в 90-ю гвардейскую мотострелковую дивизию (90-я гв. мсд).
В результате переформирования полные наименования полков станут следующими:
- 372-й гвардейский мотострелковый Кишинёвский орденов Суворова и Кутузова III степени полк
- 54-й гвардейский мотострелковый орденов Кутузова III степени и Богдана Хмельницкого II степени полк
- 55-й гвардейский мотострелковый Венский орденов Кутузова III степени и Александра Невского полк
- 127-й гвардейский танковый Ропшинский Краснознамённый ордена Красной Звезды полк
- 171-й гвардейский артиллерийский Кишинёвский ордена Богдана Хмельницкого II степени полк

Порядковый номер изменил только 53-й гв. механизированный полк став 372-м гв. мотострелковым полком.
В 1960 году 90-я гв. мсд была переформирована в учебную дивизию (90-я гв. умсд).
В январе 1965 года дивизии вернули прежний номер и её полное наименование стало: 80-я гвардейская учебная мотострелковая Уманьская ордена Суворова II степени дивизия (80-я гв. умсд).
В апреле 1968 года  54-й гвардейский мотострелковый полк (в/ч 52857) был выведен из состава 80-й гв. умсд и включён в состав 203-й мотострелковой Запорожско-Хинганской Краснознамённой ордена Суворова дивизии, дислоцированной под Карагандой в Казахской ССР. Взамен из состава 203-й мсд в состав 80-й гв. умсд был включён 66-й орденов Кутузова и Богдана Хмельницкого мотострелковый полк (в/ч 35748).

### Соединение в составеСАВО
В 1970 году, в связи с повторным созданием Среднеазиатского военного округа (САВО), 80-я гв. умсд была передислоцирована в посёлок Отар Джамбульской области Казахской ССР и стала окружным учебным соединением по подготовке младших специалистов для Сухопутных войск.
Для обустройства семей военнослужащих соединения был выстроен посёлок городского типа Гвардейский на удалении трёх километров от посёлка Отар на север. Соответственно и гарнизон, дислоцированный в окрестностях посёлка Отар стал именоваться в САВО: Гвардейский гарнизон. Указанное название гарнизона сохранилось и в ВС РК.
В 1980-е годы, на всём протяжении Афганской войны, 80-я гв. оумсд САВО, вместе с учебными дивизиями ТуркВО обеспечивала потребность ОКСВА в подготовке младших специалистов. Учитывая тяжёлые климатические условия в данной горнопустынной части Казахстана (жаркое лето и холодные зимы с сильными ветрами), военнослужащие проходили необходимую климатическую адаптацию к дальнейшему прохождению службы в условиях Афганистана.
В 1987 году руководством ВС СССР принимается решение о переименовании всех учебных дивизий в учебные центры.
Так к примеру 44-я учебная воздушно-десантная Овручская дивизия стала 242-м учебным центром ВДВ, 42-я гвардейская учебная мотострелковая Евпаторийская Краснознамённая дивизия стала 173-м гвардейским окружным учебным центром, а 80-я гвардейская учебная мотострелковая дивизия была переименована в 210-й гвардейский окружной учебный центр.
Кроме переименования, никаких изменений в организационно-штатной структуре учебных соединений не было.
Учебные центры по своей сути так и остались дивизиями.

Всего в ВС СССР на тот период числилось 14 учебных мотострелковых дивизий.

## Соединение в Вооружённых Силах Республики Казахстан

### Соединение в 1992-2002 годах
7 мая 1992 года 210-й гвардейский окружной учебный центр (210-й гв. оуц) перешёл под юрисдикцию Казахстана.

С переходом под другую юрисдикцию, функциональное предназначение соединения не изменилось. Соединение продолжало готовить младших специалистов для Сухопутных войск.

#### Состав 80-й гв. умсд
Состав 210-го гвардейского окружного учебного центра (80-й гвардейской учебной мотострелковой дивизии) на лето 1992 года:
- Управление дивизии - в/ч 30212
- 55-й гвардейский учебный мотострелковый Венский орденов Кутузова III степени и Александра Невского полк - в/ч 25744
- 66-й учебный орденов Кутузова и Богдана Хмельницкого мотострелковый полк - в/ч 35748
- 372-й гвардейский учебный мотострелковый Кишинёвский орденов Суворова и Кутузова III степени полк - в/ч 25717
- 127-й гвардейский учебный танковый Ропшинский Краснознамённый ордена Красной Звезды полк  - в/ч 07792
- 171-й гвардейский учебный артиллерийский Кишинёвский ордена Богдана Хмельницкого II степени полк  - в/ч 82796
- 759-й учебный зенитный ракетно-артиллерийский Тарнопольский полк - в/ч 14891
- отдельный учебный ракетный дивизион  - в/ч 33452
- 112-й отдельный гвардейский учебный батальон связи  - в/ч 71618
- 90-й отдельный гвардейский учебный инженерно-сапёрный батальон - в/ч 48358
- отдельный батальон химической защиты - в/ч 42240
- 445-й отдельный ремонтно-восстановительный батальон - в/ч 12394
- 725-й отдельный батальон материального обеспечения - в/ч 75515
- 589-й отдельный медицинский батальон - в/ч 63302
- комендантская рота - в/ч 51037

Все воинские части 210-го гв. оуц были дислоцированы в пределах военного городка Гвардейский. 

Следует заметить что кроме частей 210-го гв. оуц в Гвардейском гарнизоне также дислоцировались множество других воинских частей, которые в 1992 году также перешли под юрисдикцию Казахстана.

К примеру одновременно с передислокацией 80-й гв. умсд в 1970 году в Гвардейском гарнизоне были сформированы 266-й отдельный дисциплинарный батальон САВО и 269-я мотострелковая дивизия кадра (269-я мсд кадра или в/ч 21450), представлявшая по сути кадрированную мотострелковую дивизию. Среди военнослужащих гарнизона она именовалась "Голубой дивизией". Эти и другие воинские части Гвардейского гарнизона полностью перешли в состав ВС РК.
210-й гв. оуц был переименован в 210-й гвардейский учебный Уманьский центр по подготовке младших специалистов сухопутных войск - из полного названия был исключён термин окружной (210-й гв. уц).

#### Ситуация в соединении в 1990-е годы
В связи с оттоком офицеров и прапорщиков славянских национальностей и недостаточного финансирования из-за общего экономического спада в государствах СНГ,  во вновь созданных ВС РК наступил кадровый кризис. По всем армейским частям проходили реформы по сокращению штатов подразделений. Нехватка офицерского состава вынудила военное руководство провести кадрирование практически во всех боеспособных частях. Особо сложная ситуация создалась в 210-м гвардейском уц к осени 1993 года, из-за тяжёлой морально-психологической ситуации и упадка воинской дисциплины в воинских частях, осложняемой уголовными элементами из числа местного населения, оказывавших негативное воздействие на военнослужащих. Руководство ВС РК вынуждено было отправить для поддержания порядка в гарнизон посёлка Отар личный состав 3-го десантно-штурмового батальона из 35-й отдельной гвардейской десантно-штурмовой бригады для блокирования гарнизона от доступа местного населения. В самом соединении также создавались сводные подразделения по нейтрализации особо агрессивных представителей местного населения. В 1990-х годах учебное соединение, называемое в просторечье Отарская учебка, из-за множества чрезвычайных происшествий, связанных с фактами дедовщины пользовалось дурной славой не только в среде военных, но и в общественном мнении населения Казахстана
Ситуация с полноценным функционированием и поддержанием надлежащего порядка в 210-м гвардейском уц была исправлена и в дальнейшем улучшена с приходом в феврале 1996 года генерал-майора Еламанова (бывшего командира 35-й одшбр), возглавившего учебную дивизию. В декабре 1997 года его на этом посту сменил генерал-майор Джарбулов, при котором порядок в соединении был окончательно восстановлен.
В попытке частично решить острую нехватку кадровых офицеров, в 1993 году руководством ВС РК принимается решение о создании Курсов младших лейтенантов с 3-месячным периодом обучения. Предложение о прохождении обучения делались военнослужащим сверхсрочной службы и прапорщикам. По окончании обучения присваивалось воинское звание младший лейтенант и ВУС № 021001  («командир мотострелкового взвода»). Теоретическое обучение производится на базе АВОКУ. Практические занятия по огневой, тактической и технической подготовке проводились на базе в/ч 21450 (кадрированная 269-я мсд) в пгт Гвардейский под руководством офицеров из 210-го гвардейского уц.
6 октября 1998 года постановлением Правительства Республики Казахстан от  № 1002 210-му гвардейскому учебному Уманьскому центру по подготовке младших специалистов сухопутных войск присвоено имя Карасай батыра.

Полное название соединения стало: Учебный центр подготовки младших специалистов имени Карасай-батыра.
20 декабря 2001 года в пгт Гвардейский состоялся праздник, посвящённый 60-летию со дня образования 80-й гвардейской мотострелковой Уманьской ордена Суворова дивизии.
В связи с принятием в Вооружённых силах Казахстана собственной общевоинской нумерации частей и соединений, полки 80-й дивизии получили новые общевоинские номера, но при этом сохранили советские почётные названия и награды в полном наименовании. Так к примеру (смотреть фото): 
- 55-й гвардейский учебный мотострелковый полк — стал 51-м гвардейским учебным мотострелковым полком;
- 127-й гвардейский учебный танковый полк — стал 53-м гвардейским учебным танковым полком;
- 171-й гвардейский учебный артиллерийский полк — стал 54-м гвардейским артиллерийским полком.

### Переформирование соединения
В связи с переходом Сухопутных войск ВС РК на бригадное формирование летом 2002 года 210-й гв. уц (80-я гв. умсд) был переформирован в 40-ю военную базу (40-я вб), а полки переформированы в бригады.

Кадрированная 269-я мсд (в/ч 21450), дислоцированная в Гвардейском гарнизоне, была переформирована в бригаду и включена в состав 40-й вб.
Также в состав 40-й вб был включён бывший инженерный полк САВО (в/ч 75263) переформированный в 2005 году в инженерно-сапёрную бригаду, а в 2014 году переформированный в инженерно-сапёрный полк.

#### Состав 40-й военной базы
В состав 40-й вб вошли:
- Учебный центр Сухопутных войск имени Карасай батыра, оно же управление 40-й военной базы (в/ч 30212) — бывшее управление 80-й гв. умсд;
- 12-я танковая бригада (12-я тбр или в/ч 21450) - бывшая 269-я мотострелковая дивизия кадра (269-я мсд кадра). Создана 30 мая 2005 года как 12-я механизированная бригада. 6 августа 2014 года переформирована в 12-ю танковую бригаду[19];
- 54-я гвардейская артиллерийская Кишинёвская ордена Богдана Хмельницкого II степени бригада (54-я гв. абр или в/ч 82796) — бывший 171-й гвардейский учебный артиллерийский полк. На вооружении имеются РСЗО 9К58 «Смерч», РСЗО 9К59 «Прима», 152-мм гаубица «Мста-Б»;
- инженерно-сапёрный полк (в/ч 75263) — сформирован на базе бывшего инженерного полка (в/ч 75263) окружного подчинения, дислоцированного в Гвардейском гарнизоне. С 1 ноября 2005 года и до 28 августа 2014 года — 23-я инженерно-сапёрная бригада[17];
- Центральная База Резерва Танков (ЦБРТ или в/ч 15632) — бывшая МБРТ (в/ч 15632 или Московская База Резерва Танков). База хранения военной техники, дислоцированная в Гвардейском гарнизоне и именуемая среди военнослужащих гарнизона — «Мосбаза»;
- Медицинский отряд 40-й военной базы (в/ч 63302) - бывший 589-й отдельный медицинский батальон [20].

#### 5-я механизированная бригада
В мае 2000 года, на базе Учебного центра в/ч 30212, началось создание новой 5-й мотострелковой бригады, которое длилось три месяца. На полигоне Матыбулак произошла передача личному составу штатной боевой техники и проведено боевое слаживание подразделений бригады. Завершением процесса создания новой бригады, стало бригадное тактическое учение с боевой стрельбой. Там же, на полигоне Матыбулак, Президент Казахстана Назарбаев вручил бригаде боевое знамя. К 5 августа 2000 года, бригада была передислоцирована в город Тараз и получила условное наименование в/ч 85395. Некоторые подразделения 5-й бригады (танковый батальон, мотострелковый батальон, разведывательный батальон, отдельный конный горно-егерский батальон) были передислоцированы в село Кулан (до 1992 года — Луговое) в 120 километрах восточнее Тараза. Ещё один мотострелковый батальон 5-й бригады дислоцирован в селе Мерке в 157 километрах восточнее Тараза. В 2007 году 5-я мотострелковая бригада была переимеована в 5-ю механизированную бригаду

#### 390-я отдельная гвардейская бригада морской пехоты
При переформировании 80-й гвардейской учебной мотострелковой дивизии была создана войсковая часть, которая не вошла в состав 40-й военной базы — это 390-я отдельная гвардейская Венская орденов Кутузова III степени и Александра Невского бригада морской пехоты (сокращённо 390-я обрмп или в/ч 25744).
Бригада была сформирована на базе передислоцированной из пгт Гвардейского в Атырау 51-го гвардейского учебного мотострелкового полка, от которого и перешли все регалии и почётные наименования.
Полное название на государственном языке: 390-шы жеке гвардиялық Веналық ІІІ дәрежелі Кутузов және Александр Невский орденді теңіз жаяу әскерлері бригадасы (390-шы жтжәбр).
Первоначально сформирована 12 июня 2002 года в Атырау, как 2-я отдельная гвардейская мотострелковая бригада (2-я омсбр) Регионального Командования "Запад".
В августе 2004 года 2-я огмсбр была переформирована в 390-ю отдельную гвардейскую бригаду береговой обороны.
В 2009 году бригада передислоцирована в Актау.
17 марта 2011 года Указом президента Казахстана, 390-я отдельная гвардейская бригада береговой обороны переименована в 390-ю отдельную гвардейскую бригаду морской пехоты.
При всех переформированиях и передислокациях условное название (номер в/ч) воинской части осталось прежним.

390-я обрмп представляет собой единственное в ВС РК формирование морской пехоты и имеет следующий состав:
- Управление бригады
- 1-й батальон морской пехоты (на БТР-82А)
- 2-й батальон морской пехоты (на БТР-80А)
- 3-й батальон морской пехоты (на БТР-80)
- 1-й танковый батальон (на Т-72)
- 2-й танковый батальон (на Т-72)
- артиллерийский дивизион (на Д-30А и БМ-21)
- зенитный ракетно-артиллерийский дивизион (на Стрела-10 и ЗСУ-23-4)
- подразделения боевого и тылового обеспечения[25][26]

#### 6-я механизированная бригада
В январе 2011 года в Шымкенте была создана крупная войсковая часть — 6-я механизированная бригада с личным составом более 3000 человек. При создании данная войсковая часть имела порядковый номер 32039. Для боевого слаживания вновь созданной бригады и проведения первых в её истории военных учений, бригада в полном составе со штатной военной техникой (около 500 единиц) была переброшена за 700 километров в гарнизон Гвардейский. Причиной этому послужило отсутствие крупных военных полигонов в Южно-Казахстанской области, способных вместить все подразделения бригады в полном составе.
В октябре 2011 года президент Казахстана вручил командиру бригады боевое знамя на котором перечислены регалии от 66-го учебного мотострелкового полка. Также номер войсковой части был изменён на номер ранее принадлежавший 66-му полку (войсковая часть 35748). Таким образом 6-я механизированная бригада орденов Кутузова III степени и Богдана Хмельницкого II степени стала полным преемником 66-го учебного мотострелкового полка 80-й гв. умсд.

### 40-я военная база на современном этапе

#### Состояние и функционирование 40-й военной базы
К 2007 году Учебный центр Сухопутных войск имени Карасай батыра был полностью реконструирован и оборудован как по необходимому учебному оборудованию и материальной базе, так и по жилищному фонду и инфраструктуре объектов военного городка Гвардейского гарнизона. Кроме восстановления старых домов для военнослужащих и местной школы для их детей, были построены новые жилые дома, восстановлены солдатские казармы, реконструирована система центрального отопления, произведено озеленение и многие другие мероприятия по благоустройству военного городка.

На современном этапе в Учебном центре Сухопутных войск имени Карасай батыра (в/ч 30212) в год проходят обучение более 2000 младших специалистов по 14-и ВУС мотострелковых войск, танковых войск и зенитной артиллерии.

#### Международные учения и иные акции, проводимые на 40-й военной базе
Кроме подготовки специалистов на полигоне Матыбулак 40-й вб часто проводятся как военные учения от различных соединений ВС РК включая формирования самой 40-й вб, так и международные военные учения.

К примеру:
- 3 июля-12 июля 2008 года состоялось совместное казахско-российское учение «Взаимодействие-2008»[31].
- 2 октября-16 октября 2009 года - совместные комплексные учения КСОР ОДКБ "Взаимодействие-2009". Принимали участие более 7 тысяч человек (Россия, Казахстан, Киргизия, Таджикистан) 120 танков, более 200 БМП и БТР, а также более 40 самолётов и вертолётов[32].
- 13 сентября 2010 года - Международные военные учения ШОС "Мирная миссия-2010". Принимали участие около 5 тысяч военнослужащих членов ШОС. Было задействовано свыше 300 единиц военной техники, более 50 самолётов и вертолётов из Казахстана, Китая и России. Помимо воинских контингентов в операции участвуют подразделения МЧС РК и внутренних войск МВД Казахстана[33].
- 7 мая 2013 года - На 21-ю годовщину создания ВС РК, на 40-й вб прошёл Боевой парад Вооружённых Сил Республики Казахстан, в котором были задействованы более 7000 военнослужащих, свыше 400 единиц военной техники, а также 86 самолётов и вертолётов. Вместе с прохождением образцов боевой техники были произведены показательные боевые стрельбы как наземными образцами боевой техники так и боевой авиацией[34].

#### Особый статус 40-й военной базы
12 декабря 2008 года Правительство Республики Казахстан постановлением  № 1170 утвердило перечень территорий Республики Казахстан, временно закрытых для посещения иностранцами: территория посёлка городского типа Гвардейский, ограниченная точками координат населённых пунктов Матибулак (Рославль) Алматинской области, Матибулак Алматинской области и железнодорожного разъезда Кулжабасы Жамбылской области, не входящих в закрываемую территорию - до 2015 года; город Байконур, Кармакчинский и Казалинский районы Кызылординской области - до 2015 года.

## Командиры 80-й дивизии/210-го учебного центра/40-й военной базы
- Еламанов, Уали Бисаканович — февраль 1996 — ноябрь 1997;
- Джарбулов, Алихан Бримжанович — ноябрь 1997 — август 2000;
- Майкеев, Мурат Жалелович — ноябрь 2000 — март 2002;
- ???? — март 2002 — 2004
- Ерниязов, Алимжан Канагатович — 2004 — май 2006[36];
- Ермекбаев, Бекжигит Муталиевич — май 2006 — 2010[37];
- Ыдрышев Жанибек Заитбекович — 2006 — 2010;
- Адырбеков, Дулат Темиргалиевич — 2010 — апрель 2015[38];
- Каюмов Сабир Рысбекович — апрель 2015 — 2016[39];
- Сапарбаев Талгат Канибекович — 2016 — январь 2017[40];
- Куренкеев Бауыржан Омирзакович — январь 2017 — сентябрь 2017[41];
- Кашкимбеков Даулет Есенович — сентябрь 2017 — 2020[42];
- Доспаев Алмаз Куттыбаевич — 2020 — май 2022[43];
- Уркинбаев Сабит Азирбаевич — май 2022 — наст.время[44].

## Галерея боевых знамён 80-й учебной дивизии
- Боевое знамя 372-го гвардейского учебного мотострелкового полка
- Боевое знамя 66-го мотострелкового полка
- Боевое знамя 127-го гвардейского учебного танкового полка
- Боевое знамя 759-го учебного зенитного артиллерийского полка